# NESCAFE GOLDBLEND INNER SKETCHES
NESCAFÉ GOLDBLEND INNER SKETCHES（ネスカフェ・ゴールドブレンド・インナースケッチーズ）は、2007年9月27日までJ-WAVEとFM802で放送されていたコーナー番組である。ただし、両局での放送時間、放送内容は全く異なっていた（企画ネット）。
2007年9月末でネスレが提供スポンサーから降板したため、消滅した。

## J-WAVEでの放送内容
J-WAVEでは「RENDEZ-VOUS」（月曜〜木曜 14:00-16:30）に内包され、14:20-14:50の時間帯で放送されていた。
曜日固定のゲストとともに、食、エンターテイメントなどに関する様々な情報を紹介するコーナーで、「TOKIO LIFE」「PRIME ANGLE」と平日午後のワイド番組内で放送され続けてきた。2007年9月末終了時点では、月曜：スイーツ、火曜：映画、水曜：ライフスタイル、木曜：ゲストインタビューとなっていた。
以前には金曜日の「e-STATION」にも内包され、「NESCAFE GOLDBLEND INNER SKETCHES FRIDAY」として、週替わりでゲストを招くトーク番組が放送されていた。

## FM802での放送内容
FM802では中島ヒロトがDJを担当する「HAPPY FUN RADIO」（月曜〜木曜 10:00-13:00）に内包され、10:30-11:00の時間帯で放送されていた。

## WEBLINK
- J-WAVE版番組公式サイト：NESCAFE GOLDBLEND INNER SKETCHES（RENDEZ-VOUS番組サイト内から）
- FM802版番組公式サイト：NESCAFE GOLDBREND Inner Sketches